# Corbeil-Cerf
Corbeil-Cerf är en kommun i departementet Oise i regionen Hauts-de-France i norra Frankrike. Kommunen ligger i kantonen Méru som tillhör arrondissementet Beauvais. År 2022 hade Corbeil-Cerf 332 invånare.

## Befolkningsutveckling
Antalet invånare i kommunen Corbeil-Cerf
| Referens: INSEE |